# Music Industry Awards 2017

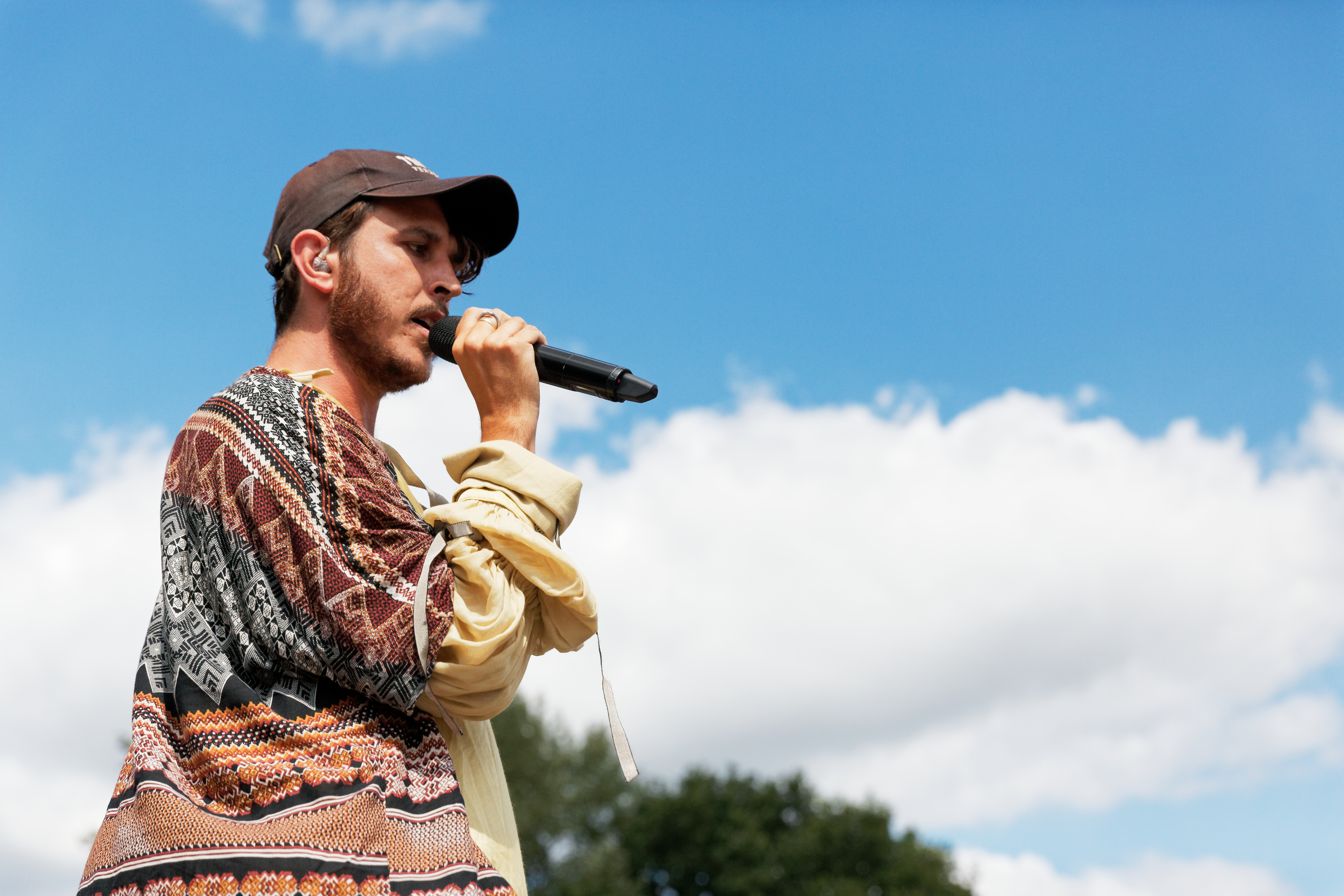
Oscar and the Wolf, werd de grote winnaar met drie prijzen, waaronder die voor best live act, die ze voor de tweede keer mee naar huis namen.

De Music Industry Awards of MIA's van 2017 werden toegekend op 30 januari 2018 in Paleis 12 te Brussel. Het was de elfde editie van de MIA's. De presentatoren waren Julie Van den Steen en Adriaan Van den Hoof. Grote winnaar van deze editie was Oscar and the Wolf, dat drie prijzen in de wacht sleepte. De Hit van het jaar ging naar City Lights van Blanche. Zij won ook de prijs voor de doorbraak van het jaar. Twee andere artiesten gingen eveneens met twee prijzen naar huis: Coely ("solo vrouw" en de nieuwe categorie "urban") en Bazart ("beste groep" en "Nederlandstalig"). Zij waren respectievelijk vier en drie keer genomineerd. Een van de belangrijkste prijzen van de avond (Beste album) ging niet naar grote kanshebber Oscar and the Wolf, maar naar het danceduo Soulwax.

## Optredens
| Artiesten                  | Nummers                     |
| -------------------------- | --------------------------- |
| Blanche                    | City Lights                 |
| Bazart                     | Nacht                       |
| Coely                      | Celebrate                   |
| Niels Destadsbader         | Skown Meiske                |
| Oscar and the Wolf         | Runaway                     |
| Lost Frequencies           | Crazy                       |
| Tamino                     | Habibi                      |
| Raymond van het Groenewoud | Meisjes (met Triggerfinger) |

## Genomineerden en winnaars 2017
Hieronder de volledige lijst van genomineerden en winnaars (vet) in elke categorie.
| Categorie        | Genomineerden Winnaars                                              | Voor                                                                                      | Uitgereikt door        |
| ---------------- | ------------------------------------------------------------------- | ----------------------------------------------------------------------------------------- | ---------------------- |
| Hit van het jaar | Blanche Milo Meskens Regi Van Echelpoel                             | City Lights New Beginning Where did you go (Summer love) Zietemduun                       | publiek via televoting |
| Album            | Bart Peeters Coely Soulwax Oscar and the Wolf                       | Brood voor morgenvroeg Different Waters From Deewee Infinity                              | muziekindustrie        |
| Beste groep      | Amenra Bazart STUFF. Triggerfinger                                  |                                                                                           | publiek                |
| Solo man         | Niels Destadsbader Oscar and the Wolf Tamino Warhaus                |                                                                                           | publiek                |
| Solo vrouw       | Coely Isabelle A Laura Tesoro Melanie De Biasio                     |                                                                                           | publiek                |
| Urban            | Brihang Coely Roméo Elvis Zwangere Guy                              |                                                                                           | publiek                |
| Videoclip        | Intergalactic Lovers Oscar and the Wolf Soulwax Millionaire         | Between The Lines Breathing Do You Want To Get Into Trouble I'm Not Who You Think You Are | muzieksector           |
| Pop              | Bazart Laura Tesoro Oscar and the Wolf Van Echelpoel                |                                                                                           | publiek                |
| Nederlandstalig  | Bart Peeters Bazart Brihang Niels Destadsbader                      |                                                                                           | publiek                |
| Dance            | Dimitri Vegas & Like Mike Lost Frequencies Soulwax VRWRK            |                                                                                           | publiek                |
| Alternative      | Amenra Millionaire STUFF. Warhaus                                   |                                                                                           | publiek                |
| Vlaams populair  | De Romeo's Lindsay Niels Destadsbader Willy Sommers                 |                                                                                           | publiek                |
| Live act         | Millionaire Oscar and the Wolf Soulwax STUFF.                       |                                                                                           | muziekindustrie        |
| Doorbraak        | Blanche Delv!s Milo Meskens Tamino                                  |                                                                                           | publiek                |
| Auteur/componist | Bart Peeters Maarten Devoldere Melanie De Biasio Oscar and the Wolf |                                                                                           | muziekindustrie        |
| Muzikant(e)      | Fulco Ottervanger Isolde Lasoen Lander Gyselinck Tim Vanhamel       |                                                                                           | muziekindustrie        |
| Artwork          | Coely Soulwax Amenra STUFF.                                         | Different Waters From Deewee Mass VI Old Dreams New Planets                               | muziekindustrie        |

Raymond van het Groenewoud kreeg de Lifetime Achievement Award. De Ancienne Belgique kreeg de Sector Lifetime Achievement Award, een prijs voor een belangrijke bijdrage aan de ondersteuning en ontwikkeling van de Vlaamse muzieksector.

## Meeste prijzen en nominaties

### Nominaties
| Aantal nominaties | Artiest            |
| ----------------- | ------------------ |
| 6                 | Oscar and the Wolf |
| 5                 | Soulwax            |
| 4                 | Coely              |
| 4                 | STUFF.             |
| 3                 | Bart Peeters       |
| 3                 | Bazart             |
| 3                 | Amenra             |
| 3                 | Niels Destadsbader |
| 3                 | Millionaire        |
| 2                 | Melanie De Biasio  |
| 2                 | Blanche            |
| 2                 | Brihang            |
| 2                 | Laura Tesoro       |
| 2                 | Milo Meskens       |
| 2                 | Tamino             |
| 2                 | Van Echelpoel      |
| 2                 | Warhaus            |

### Prijzen
| Aantal prijzen | Artiest            |
| -------------- | ------------------ |
| 3              | Oscar and the Wolf |
| 2              | Blanche            |
| 2              | Coely              |
| 2              | Bazart             |

## Trivia
- Een week na de liveshow maakten een drietal albums van de genomineerde artiesten een beweging in de Vlaamse Ultratop albumlijst: Infinity van grote winnaar Oscar and the Wolf ging naar plaats 10 (+4), Echo van Bazart naar plaats 30 (+8) en Old Dreams New Planets van STUFF. maakte een re-entry op plaats 131. [1]